# Васильчиков, Илларион Васильевич
Граф (с 6 декабря 1831), князь (с 1 января 1839) Илларио́н Васи́льевич Васи́льчиков (8 [19] июня 1776, Санкт-Петербург — 5 [17] марта 1847, Санкт-Петербург) — фаворит императора Николая I, русский военный и государственный деятель, генерал от кавалерии (12 декабря 1823), генерал-адъютант (23 июля 1801), председатель Комитета министров (1838—1847), председатель Государственного совета (1838—1847), родоначальник княжеской ветви рода Васильчиковых.

## Биография
Родился в семье Василия Алексеевича Васильчикова (1754—1830) и Екатерины Илларионовны Овцыной (ум. 1832). Крещен в церкви Владимирской Пресвятой Богородицы, что в Придворных слободах, при восприемстве А. С. Васильчикова и бабушки Т. В. Овцыной.
Детство провёл в новгородском имении Выбити. Его сестра Татьяна была женой московского губернатора Д. В. Голицына. Братья Дмитрий и Николай Васильчиковы — генералы.

### Военная служба
Получил домашнее образование. На службу поступил в 1792 году унтер-офицером в лейб-гвардии Конный полк. В 1793 году произведён в корнеты, а в 1801 был уже генерал-майором и генерал-адъютантом. В 1803 году назначен командиром Ахтырского гусарского полка. В 1807 году участвовал в сражениях при Сероцке, Пултуске и др.

В начале кампании 1812, командуя кавалерийской бригадой, постоянно был в арьергарде 2-й армии, до соединения её с 1-ю. Под Бородином он командовал 12-й пехотной дивизией и был ранен. Был произведён в генерал-лейтенанты, затем назначен командиром 4-го кавалерийского корпуса, с которым участвовал в сражениях под Тарутиным и Вязьмой. Орденом Св. Георгия 3-го кл. № 265 награждён 31 января 1813 
В воздаяние отличнаго мужества и храбрости, оказанных в сражениях против французских войск в течение нынешней кампании.
 В кампании 1813 года он был в сражениях под Бауценом, при Кайзерсвальде (где вторично ранен), под Кацбахом и Лейпцигом. После Лейпцигской битвы преследовал французов с кавалерией до самого Рейна.

В 1814 Васильчиков оказал отличие в сражениях при Бриенне, Монмирале, Краоне, Лаоне и Фер-Шампенуазе. Орденом Св. Георгия 2-го кл. № 61 награждён 17 января 1814 
За отличие в сражении при Бриенне.
 В 1817 году Васильчиков вступил в командование отдельным гвардейским корпусом, которым и начальствовал в течение 5 лет. В 1823 году он произведён в генералы от кавалерии.
В 1828 году в ходе русско-турецкой войны сопровождал императора Николая I в поездке в действующую армию, где принял участие в военном совете, на котором было принято решение о Забалканском походе русских войск. В 1831—1838 годах — командующий войсками в Санкт-Петербурге и окрестностях.
Именным Высочайшим указом, от 6 (18) декабря 1831 года, член Государственного совета (департамент законов), генерал-адъютант, генерал от кавалерии Илларион Васильевич Васильчиков возведён, с нисходящим его потомством, в графское Российской империи достоинство. Описание его графского герба содержится в жалованной грамоте от 26 сентября 1836 года, но в Общий гербовник дворянских родов Российской империи оно не попало, поскольку вскоре И. В. Васильчиков получил княжеский титул.
В 1833 году назначен генерал-инспектором кавалерии и шефом Ахтырского гусарского полка.

### Гражданская служба

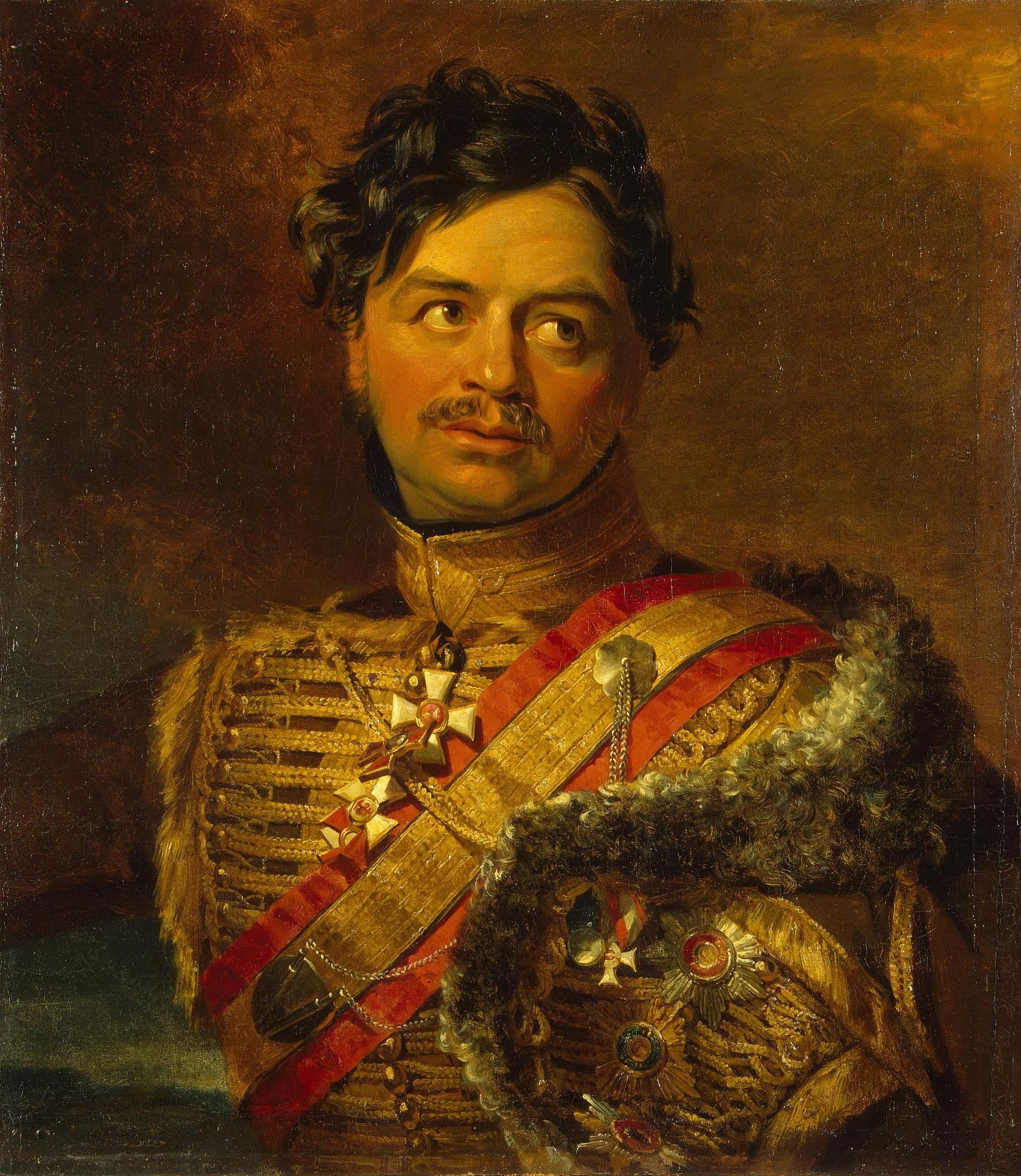
Портрет Иллариона Васильевича Васильчикова из Военной галереи работы Джорджа Доу

В правление императора Павла I в 1799 году был назначен действительным камергером, что позволило ему сблизиться с великим князем Александром Павловичем.
В 1821 году стал членом Государственного совета. В 1826—1827 годах — член комитета для рассмотрения действий комиссариатского ведомства в 1819—1825 годах. Также был членом комитета «6 декабря 1826 года».
Во время восстания декабристов 14 (26) декабря 1825 года на Сенатской площади находился при императоре Николае I и убедил его принять жёсткие меры против восставших, настоял на применении картечи. Хотя среди восставших находился его дальний родственник Николай Александрович Васильчиков (1799—1864). Входил в состав Верховного уголовного суда по делу декабристов.
В 1838 году назначен председателем Государственного совета и Комитета министров. Год спустя, именным Высочайшим указом, от 1 (13) января 1839 года, председатель Государственного совета и Комитета министров, генерал-адъютант, генерал от кавалерии, граф Илларион Васильевич Васильчиков возведён, с нисходящим его потомством, в княжеское Российской империи достоинство.

Васильчиков был одним из самых доверенных лиц Николая I, входил в ближайший круг его общения. «Это был прекрасный и благородный человек, но малосведущий в делах и не государственного ума», — свидетельствовал сенатор К. Н. Лебедев. На похоронах Васильчикова присутствовал сам император, наследник и все великие князья. Барон Модест Андреевич Корф писал в своих воспоминаниях:
Для императора Николая I эта потеря была тем же, что потеря Лефорта для Петра Великого. Князь Васильчиков был единственный человек в России, который по всем делам и во всякое время имел свободный доступ и свободное слово к монарху… Император Николай I не только любил его, но и чтил его, как никакого другого.
В службе:

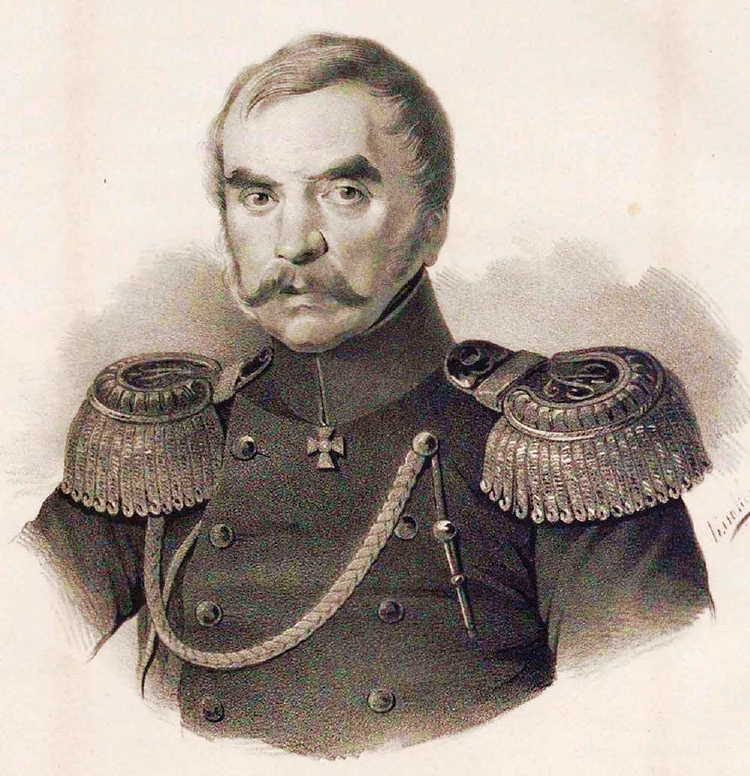
И. В. Васильчиков.

- 1775 год — в службу вступил в лейб-гвардии Измайловский полк;
- 25 апреля (6 мая) 1780 года — пожалован сержантом;
- 11 (22) сентября 1792 года — вахмистром, с переводом в лейб-гвардии Конный полк;
- 1 (12) января 1793 года — корнетом;
- 1 (12) января 1796 года — подпоручиком;
- 10 (21) мая 1797 года — поручиком;
- 21 сентября (2 октября) 1797 года — штабс-ротмистром;
- 21 апреля (2 мая) 1799 года — ротмистром;
- 16 (27) мая 1799 года — пожалован к Высочайшему двору действительным камергером;
- 19 июня (1 июля) 1800 года — назначен в Экспедицию о государственных расходах советником;
- 23 июля (4 августа) 1801 года — переименован в генерал-майоры, с назначением генерал-адъютантом к Его Императорскому Величеству Александру I;
- 23 июля (4 августа) 1803 года — назначен шефом Ахтырского гусарского полка;
- 16 (28) марта 1808 года — назначен бригадным командиром Харьковского, Черниговского драгунских и Ахтырского гусарского полков;
- 28 июня (10 июля) 1812 года — награждён орденом Святого Георгия 3-го класса за храбрость, оказанную в деле под м. Миром;
- 11 (23) июля 1812 года — награждён орденом Святого Владимира 2-й степени за сражение при д. Новоселке и д. Салтановке;
- 31 октября (12 ноября) 1812 года — произведён в генерал-лейтенанты;
- 15 (27) сентября 1813 года — награждён золотой саблей с надписью «За храбрость», украшенную алмазами;
- сентябрь 1813 года — вторично награждён золотой саблей, украшенной алмазами, с надписью «За храбрость», за дело при Кацбахе, 14 (26) августа 1813 года;
- 7 (19) октября 1813 года — награждён орденом Святого Александра Невского;
- 17 (29) января 1814 года — награждён орденом Святого Георгия 2-го класса;
- 3 (15) апреля 1814 года — Высочайше поручено ему (в Версале) сформирование лейб-гвардии Конно-Егерского (впоследствии, лейб-гвардии Драгунский) полка;
- 29 августа (10 сентября) 1814 года — назначен командиром Лёгкой гвардейской кавалерийской дивизии;
- 11 (23) апреля 1816 года — шефом лейб-гвардии Конно-Егерского полка;
- 3 (15) мая 1817 года — пожалован кавалером ордена Святого Владимира 2-й степени;
- 29 сентября (11 октября) 1817 года — повелено командовать гвардейским корпусом;
- 17 (29) июля 1818 года — назначен командиром 1-го резервного кавалерийского корпуса;
- 19 ноября (1 декабря) 1819 года — назначен членом Комитета о конских заводах;
- 12 (24) октября 1821 года — награждён орденом Святого Владимира 1-й степени, большой крест;
- 1 (13) декабря 1821 года — назначен членом Государственного совета;
- 12 (24) декабря 1823 года — произведён в генералы от кавалерии;
- 22 августа (3 сентября) 1826 года — награждён орденом Святого Андрея Первозванного;
- 1826 год — пожалован перстень с портретом государя императора;
- 5 (17) декабря 1828 года — пожалованы алмазные знаки к ордену Святого Андрея Первозванного;
- 1831 год — пожалован вторично перстень с портретом государя императора;
- 24 июня (6 июля) 1831 года — назначен командующим всеми войсками, в С.-Петербурге и окрестностях расположенными;
- 17 (29) августа 1831 года — назначен членом (а впоследствии, был председателем) Комитета по делам Царства Польского;
- 6 (18) декабря 1831 года — возведён в графское Российской империи достоинство, с нисходящим потомством;
- 1 (13) января 1833 года — назначен председателем Департамента законов;
- 2 (14) апреля 1833 года — назначен генерал-инспектором всей кавалерии;
- 18 (30) января 1835 года — назначен шефом Ахтырского гусарского полка;
- 9 (21) апреля 1838 года — назначен председателем Комитета министров;
- 1 (13) января 1839 года — в ознаменование совершенной государя императора признательности к знаменитым подвигам в продолжение блистательнейшей военной службы и к важным заслугам на поприще гражданском возведён, с исходящим от него потомством, в княжеское Российской империи достоинство;
- 16 (28) апреля 1841 года — за усердные и полезные труды на всех государственных должностях, особенной доверенностью государя императора возложенных, награждён портретом Его Величества;
- 1 (13) января 1843 года — по случаю 50-летнего юбилея службы его в офицерском звании, повелено Ахтырский гусарский полк именовать гусарским генерал-адъютанта князя Васильчикова полком;
- 28 апреля (10 мая) 1844 года — назначен шефом Орденского кирасирского (впоследствии, кирасирского Военного ордена) полка.

В походах был:
- в 1807 году — в Пруссии;
- в 1809 году — в Галиции;
- в 1812 году — в армии генерала от инфантерии князя Багратиона, командовал арьергардом в сражениях: 28 июня, под Миром; 30 — под Романовым; 11 июля, при д. Новоселке и Салтановке; 24 и 26 августа, в генеральном сражении под Бородиным командовал 12-й пехотною дивизией; 29 — при отступлении арьергарда, при г. Можайске; 16 сентября, при с. Сатине; 20 — при Воронове; 22 — при отступлении к Тарутину; 6 октября, командовал 4-м кавалерийским корпусом при разбитии корпуса короля Неаполитанского; 13 — под г. Малоярославцем; 22 — под г. Вязьмой; 4, 5 и 6 ноября, при преследовании неприятеля, через Борисов, до княжества Варшавского;
- в 1813 году — участвовал в сражениях: 27 апреля, под г. Дрезденом; 8 и 9 мая, при Бауцене; 14 августа, при р. Кацбахе; 20 сентября, под Рейхенбахом; 4, 5, 6 и 7 октября, при Лейпциге, где командовал всею кавалерией корпуса генерала Сакена;
- в 1814 году — 17 января, при г. Бриенн-Лешато; 20 — при Ларотьере; 28 при Лаферте-су-Жуар; 30 — при Монмирале; 31 — при Шатотьери; 23 февраля, при Краоне; 25 — под Лаоном; 13 марта, при Фершампенуазе; во все это время командовал всею кавалерией и за кампанию эту награждён, кроме российских, иностранными орденами: австрийским Марии-Терезии и прусским Красного Орла 1 ст. 30 мая (11 июня) 1814 года.

Высочайшим приказом 25 февраля (9 марта) 1847 года исключен из списков умершим. Умер 23 февраля (7 марта) 1847 года в Петербурге.

## Семья

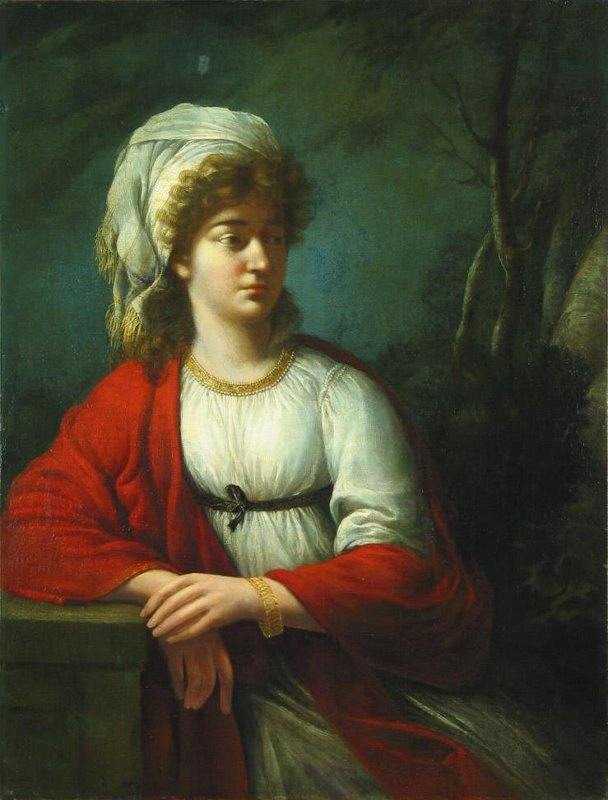
Вера Петровна

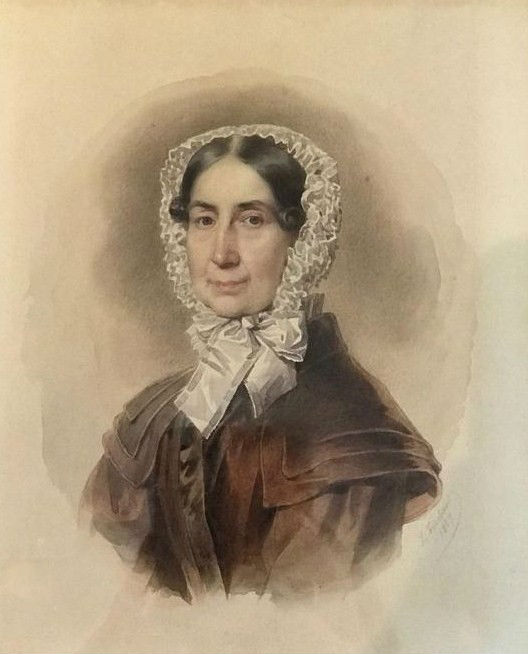
Татьяна Васильевна

Первая жена (с 10 января 1802 года) — Вера Петровна Протасова (1780—1814), фрейлина, племянница камер-фрейлины А. С. Протасовой, умерла от чахотки.
- Илларион Илларионович (21.10.1805—1862), генерал-адъютант, киевский, волынский и подольский генерал губернатор, член Государственного совета. Был женат на Екатерине Алексеевне Щербатовой (1818—1869), дочери генерал-адъютанта А. Г. Щербатова.
- Екатерина Илларионовна (10.07.1807—1842), крестница Александра I и императрицы Марии Фёдоровны, с 1831 года супруга генерал-лейтенанта И. Д. Лужина.

Вторая жена (с 23 августа 1816 года) — Татьяна Васильевна Пашкова (08.08.1793—03.04.1875), дочь обер-егермейстера Василия Александровича Пашкова (1764—1834) и Екатерины Александровны Толстой (1768—1836). Родилась в Петербурге, крещена 11 августа 1793 года в церкви Входа Господня во Иерусалим, что у Лигова канала, при восприемстве гвардии вице-ротмистр Алексей Пашкова. В 1810 году в девицу Пашкову был безнадежно влюблён граф А. И. Кутайсов. Сообщая о свадьбе Васильчикова, современник отзывался о невесте, как о «прекрасной деве, на которую многие покушались». Венчание их было в церкви Входа Господня во Иерусалим, поручителями по жениху были А. В. Васильчиков и князь Д. В. Голицын; по невесте — её отец и Я. А. Потёмкин. За заслуги мужа 12 декабря 1817 года была пожалована в кавалерственные дамы ордена Св. Екатерины (малого креста), а 5 декабря 1837 года в статс-дамы. По словам М. А. Корфа, несмотря на своё высокое положение при дворе, княгиня Васильчикова была женщина чрезвычайно любезная, обходительная и ласковая, тон в её доме (на Литейном пр., 28) был самый простосердечный и радушный, в дни раутов одни гости беспрестанно сменяли других, и весь фешенебельный свет являлся в её салон. Васильчикова «была очень набожная, — вспоминала фрейлина А. О. Смирнова, — ходила всякий день к обедне и давала людям Евангелие и толковала им, чего они не понимали». Деятельная благотворительница и писательница, при её участие были составлены отчёты, представляющие любопытные сведения о положении христиан и славян в Турции. До 1861 года была официальной владелицей полученного в приданое имения в Трубетчине, уступив своему супругу право самостоятельно заниматься хозяйством. Похоронена в семейном некрополе в погосте Струпино Новгородской губернии. В браке родились:
- Григорий Илларионович (01.08.1817[14]—24.05.1818[15]), крестник Александра I и императрицы Марии Фёдоровны.
- Александр Илларионович (27.10.1818—1881), общественный деятель, писатель—экономист.
- Григорий Илларионович (15.03.1819[16]— ?), крестник графа В. П. Кочубей и его жены.
- Виктор Илларионович (02.05.1820—1878), генерал-адъютант, писатель—агроном.
- Сергей Илларионович (26.09.1821[17]—07.07.1860), крещен 26 октября 1821 года в Симеоновской церкви при восприемстве бабушки Е. А. Пашковой и дяди И. В. Пашкова; полковник, скончался от «паралича спинного мозга» в Висбадене.
- Софья Илларионовна (26.03.1824[18]—1854), крестница дедушки и бабушки Пашковых, фрейлина двора (с 06.12.1839). По воспоминания родственника, была незаурядной личностью. Отправившись после смерти отца в кругосветное путешествие, она на Гавайях встретила лютеранского американского пастора и влюбилась в него. Вернувшись в Петербург, она ликвидировала там всё своё имущество и, забрав с собой несколько семейных реликвий, вернулась на Гавайи, вышла за своего пастора и имела от него потомство[19].
- Василий Илларионович (20.11.1826[20]—1867), крестник деда своего В. А. Пашкова, корнет.
- Ольга Илларионовна (01.03.1833[21]—13.01.1868), крещена 16 апреля 1833 года в Симеоновской церкви при восприемстве Д. В. Васильчикова и бабушки Е. А. Пашковой; фрейлина двора (с 01.01.1843), скончалась от чахотки в Ницце.
- Надежда Илларионовна

Племянник князя, корнет Николай Васильчиков (1816—1847) был уличён в том, что в 1841 году тайно обвенчался с Марией Петровной, женой композитора М. И. Глинки. Это вызвало большой скандал в обществе и бракоразводный процесс композитора с женой, затянувшийся на долгие годы из-за влияния на участников судебного разбирательства имени и положения Иллариона Васильевича. В конце концов этот процесс окончательно разрушил личную жизнь композитора.

Дети
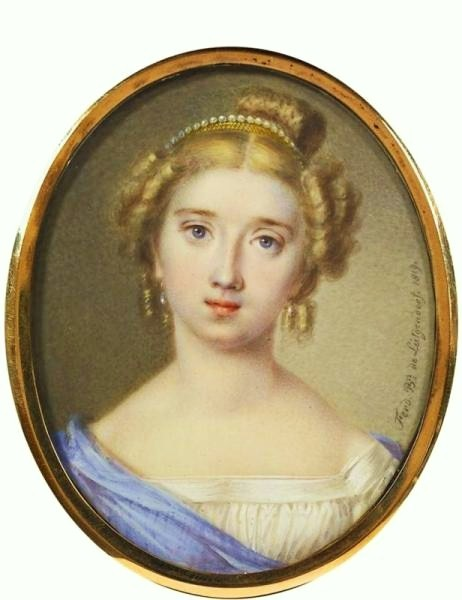
Екатерина
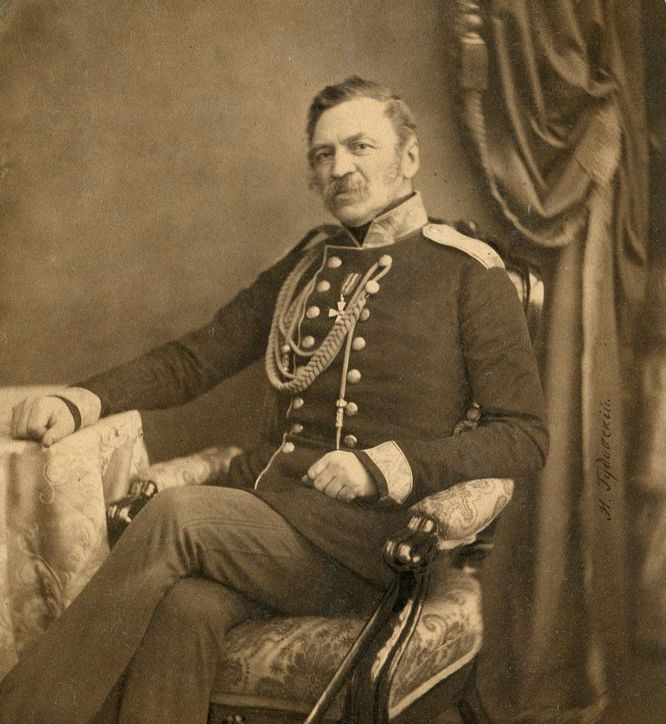
Илларион
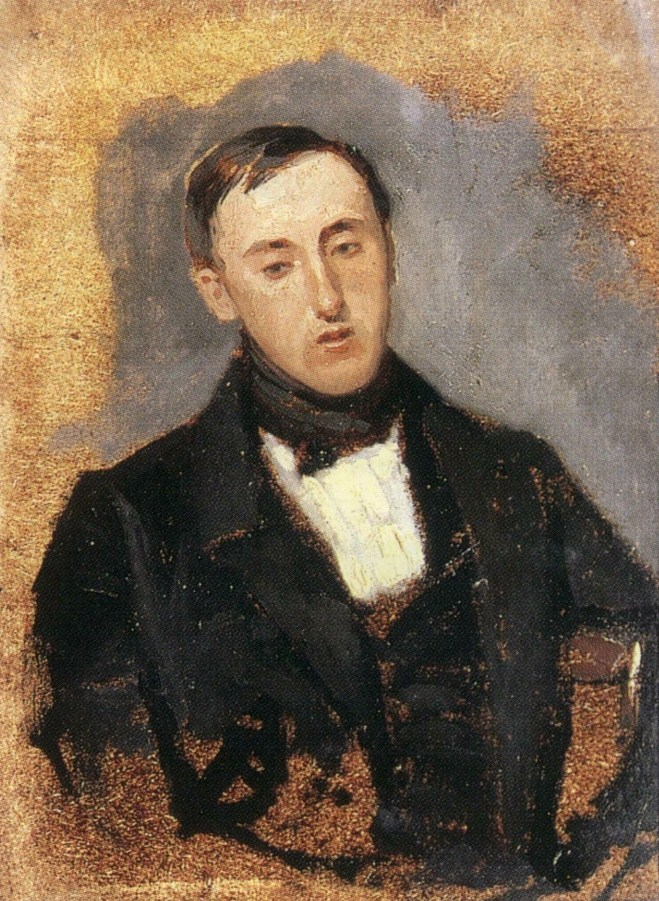
Александр
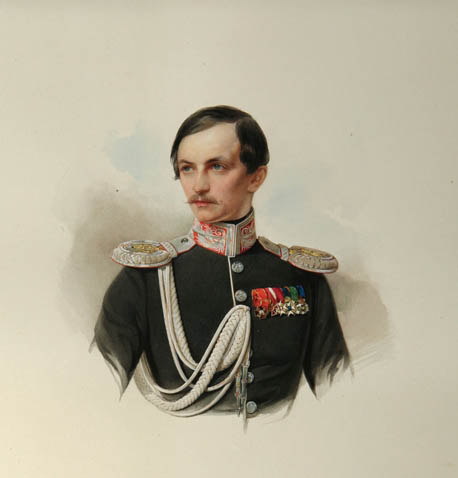
Виктор
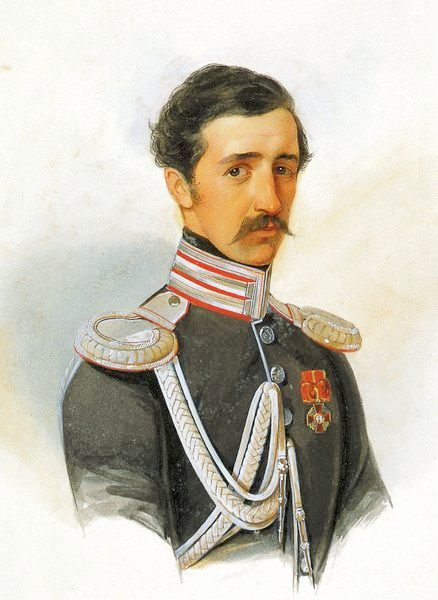
Сергей
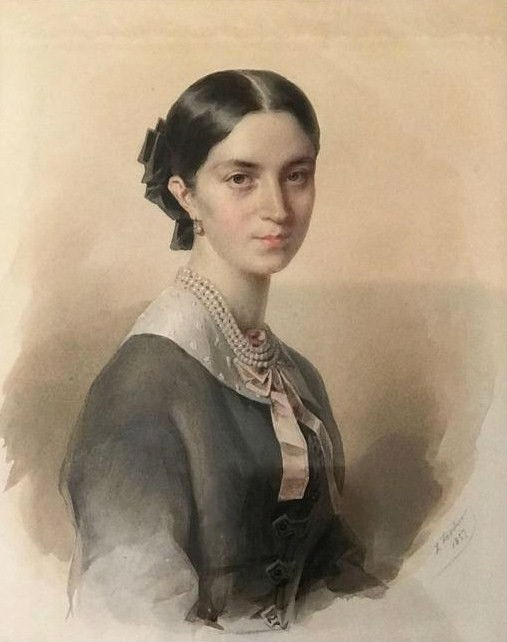
Ольга

## Награды
- Орден Святого Владимира 3-й степени (09.09.1807)
- Орден Святой Анны 1-й степени (29.09.1807)
- Орден Святого Владимира 2-й степени (28.01.1813)
- Орден Святого Георгия 3-й степени (31.01.1813)
- Алмазные знаки к ордену Святой Анны 1-й степени (11.09.1813)
- Золотая сабля с надписью «За храбрость», украшенная алмазами (15.09.1813)
- Орден Святого Александра Невского (08.10.1813)
- Орден Святого Георгия 2-й степени (17.01.1814)
- Орден Святого Владимира 1-й степени (12.10.1821)
- Орден Святого апостола Андрея Первозванного (22.08.1826)
- Бриллиантовые знаки к ордену Святого апостола Андрея Первозванного (05.12.1828)
- Знак отличия беспорочной службы за XL лет (22.08.1838)
- Знак отличия беспорочной службы за XXX лет (08.10.1829)

Иностранные:
- Орден Святого Станислава (Варшавское герцогство, 02.09.1807)
- Орден Чёрного орла (Королевство Пруссия, 30.05.1813)
- Орден Красного орла 1-й степени (Королевство Пруссия, 30.05.1813)
- Военный орден Марии Терезии 3-й степени (Австрийская империя, 30.05.1814)

## Владения
- Трубетчино — усадьба Васильчикова в нынешней Липецкой области
- Орлино — усадьба Васильчикова в Ленинградской области